# Troisdorfer Bilderbuchpreis
Der Troisdorfer Bilderbuchpreis wird als Ausschreibungspreis von der Stadt Troisdorf verliehen, seit 1988 alle zwei Jahre.
Ausgezeichnet werden Illustratoren von Kinder- und Jugendbüchern, insbesondere von Bilderbüchern. Der 1. Preis ist mit 7.500 Euro dotiert und kann geteilt werden. Zusätzlich gibt es ein Bilderbuchstipendium und den Preis einer Kinderjury. Die Preisverleihung findet im Troisdorfer Bilderbuchmuseum statt.

## Gewinner und Preisträger 1982–1988

### 1982
- 1. Preis: Jan Mogensen Hast du gut geschlafen, Teddy ?
- 2. Preis: Mario Grasso Drehbilderbuch
- 3. Preis: Peter Schössow Der Willi ist kein Mickerling

### 1983
- 1. Preis: Helme Heine Freunde
- 2. Preis: Eugen Sopko Drei Städter auf dem Land
- 3. Preis: Fulvio Testa Ein ganz gewöhnlicher Tag

### 1984
- 1. Preis: Klaus Heseler Das Schlaraffenland
- 2. Preis: Nikolaus Heidelbach Eine Nacht mit Wilhelm
- 3. Preis: Reinhard Michl Mischa und seine Brüder

### 1985
- 1. Preis: Christoph Eschweiler Max Schibronski ist überall
- 2. Preis: Max Velthuijs Die Ente und der Fuchs
- 3. Preis: Jutta Bauer Gottfried das fliegende Schwein

### 1986
- 1. Preis: Dusan Kallay Dezember und seine Freunde
- 2. Preis: Nikolaus Heidelbach Der Ball
- 3. Preis: Norman Junge Zaubertrottel (Video)

### 1987
- 1. Preis: Norman Junge Nix Kuckuck (Video)
- 2. Preis: Andreas Röckener Schnüffelratz & Feuerkäse
- 3. Preis: Anne Heseler Der blaue Hund

### 1988
- 1. Preis: Nikolaus Heidelbach Vorsicht Kinder!
- 2. Preis: Thilo Rothkirch Otto (Video)
- 3. Preis: Petra Wiegand Glucke, Puppe, Kaspar, Bär

## Gewinner und Preisträger 1990–2004

### 1990
- 1. Preis: Dieter Wiesmüller Komm mit Moritz
- 2. Preis (je zur Hälfte): Quint Buchholz Die Sara, die zum Zirkus will / Binette Schroeder Der Froschkönig
- Videopreise: Norman Junge Das traurige Nilpferd / Peter Schössow Baby Dronte
- Sonderpreis: Sophie Brandes Zylindergeschichten

### 1992
- 1. Preis: Klaus Ensikat Jeder nach seiner Art
- 2. Preis: Stasys Eidrigevičius Der gestiefelte Kater
- 3. Preis: Una Jacobs Die Früchte- und -Samenuhr
- 4. Preis: Katharina Lausche Koschka
- Förderpreis: Heidrun Boddin Mirre Marre

### 1994
- 1. Preis (je zur Hälfte): Karoline Kehr Ernst stand auf und August blieb liegen / Christiane Pieper Der Möhrenfresser
- 3. Preis: Susanne Janssen-Mechler Die Wette, wer zuerst wütend wird
- Förderpreis: Dieter Krüll Hans mein Igel

### 1996
- 1. Preis: Peter Schössow Alfred der Bär und Samuel der Hund steigen aus dem Pappkarton
- 2. Preis (je zur Hälfte): Wiebke Oeser Bertas Boote / Juliane Plöger Koch Eduard träumt
- Förderpreis: Julia Kaergel Fratz
- Preis der Kinderjury: Susanne Riha Schlaft gut, liebe Tiere

### 1998
- 1. Preis: Jutta Bauer Königin der Farben
- 2. Preis: Henriette Sauvant Allerleirauh
- Preis der Kinderjury: Dieter Wiesmüller Pin Kaiser und Fip Husar

### 2000
- 1. Preis: Wolf Erlbruch Neues ABC Buch für Kinder (s. Bild)
- 2. Preis: Bernd Mölck-Tassel Pozor
- 3. Preis: Nadia Budde Trauriger Tiger toastet Tomaten
- 4. Preis: Rotraut Susanne Berner Die Prinzessin kommt um vier
- Förderpreis: Stefanie Harjes Komm, ich erzähl dir was vom Ferd
- Preis der Kinderjury: Ralf Fütterer Emile – Eine bunte Katzengeschichte

### 2002
- 1. Preis: Susanne Janssen Rotkäppchen
- 2. Preis: Franziska Biermann Herr Fuchs mag Bücher!
- 3. Preis: Aljoscha Blau Hans und die Bohnenranke
- Förderpreise: Juliane Umbreit Der Fenstersänger / Frank Georgy Arthur mit dem langen Arm
- Preis der Kinderjury: Reinhard Michl Rosa

### 2004
- 1. Preis: Hannes Binder Die Schwarzen Brüder
- 2. Preis: Claudia Schmid-Riley Schabernack
- 3. Preis: Karoline Kehr Ich kann zaubern, Mami
- Förderpreis: Matthias Vorbau Schaumschlacht
- Preis der Kinderjury: Jan Birck Geheimagent Morris

## Gewinner und Preisträger 2007 ff.

### 2007
- 1. Preis: Kat Menschik Von einem, der auszog, das Fürchten zu lernen
- 2. Preis: Einar Turkowski Es war finster und merkwürdig still
- Förderpreis: Ulrike Wicht Teufel mit den drei goldenen Haaren
- Preis der Kinderjury: Melanie Kemmler Prinzessin auf der Erbse

### 2009
- 1. Preis: Tobias Krejtschi Die schlaue Mama Sambona
- 2. Preis (je zur Hälfte): Maja Bohn Der Mann, der noch an den Klapperstorch glaubte / Isabel Pin Bananen sind krumm, aber nicht dumm
- Förderpreis: Marco Zumbé Britney, das Zughuhn
- Preis der Kinderjury: Aljoscha Blau Der Ritt auf dem Seepferd

### 2011
- 1. Preis: Marije und Roland Tolman Das Baumhaus
- 2. Preis: Käthi Bhend Das Märchen von der Welt
- 3. Preis: Barbara Steinitz Rosie und der Urgroßvater
- Preis der Kinderjury: Friedrich Hechelmann Momo (Michael Ende)

### 2013
- 1. Preis: Jonas Lauströer Reineke der Fuchs
- 2. Preis: Stella Dreis Grimms Märchenreise und Kazuaki Yamada Mein roter Ballon
- Preis der Kinderjury: Sabine Koschier Jacky, ein Orang-Utan sucht den Urwald

### 2015
- 1. Preis: Julie Völk Das Löwenmädchen
- 2. Preis (je zur Hälfte): Stian Hole Annas Himmel / Peter Schössow Der arme Peter
- Förderpreis: Matthias Ries Trutz, Blanke Hans!
- Preis der Kinderjury: Torben Kuhlmann Lindbergh. Die abenteuerliche Geschichte einer fliegenden Maus.

### 2016
- Bilderbuchstipendium: Heike Herold Gedankenwelt

### 2017
- 1. Preis: Peter Goes für seine Illustrationen zu Die Zeitreise
- 2. Preis: Antje Damm, Der Besuch
- Förderpreis: Elisabeth Lautenschlager, Rotkäppchen und der böse Wolf
- Preis der Kinderjury: Sonja Danowski, Kleine Nachtkatze

### 2019
- 1. Preis: Christiane Pieper für ihre Illustrationen zu Hick! von Anushka Ravishankar
- 2. Preis: Susanne Straßer für Der Wal nimmt ein Bad
- 3. Preis: Ulrike Möltgen für ihre Illustrationen zu Das Geschenk der Weisen
- Förderpreis: Claudia Schramke für ihre Arbeit zu Der Hund von Brigitte Schär
- Preis der Kinderjury: Lev Kaplan: Eisbjörn – Das unglaubliche Abenteuer des tapferen Mäuserichs

### 2021
- 1. Preis: Nele Brönner für ihre Illustrationen zu Frosch will auch
- 2. Preis: Tatia Nadareischwili für Tina hat Mut
- 3. Preis: Lena Hesse für ihr Buch Hallo, ist hier hinten? Warteschlangengeschichten
- Förderpreis: nicht vergeben
- Preis der Kinderjury: Activists von Patricia Thoma